# Peter Graf (Maler)
Peter Graf (* 4. Juni 1937 in Crimmitschau) ist ein deutscher Maler und Grafiker.

## Leben und Werk
Graf nahm von 1949 bis 1950 bei Karl Michel an Zeichenkursen der Volkshochschule Zwickau teil. Nach dem Tod seines Vaters zog Graf 1952 mit Mutter und Bruder nach Dresden. Dort nahm er privaten Unterricht bei Heinz Drache. Dann besuchte er Kurse für Malerei von Jürgen Böttcher an der Volkshochschule und befreundete sich u. a. mit Winfried Dierske, Peter Herrmann, Ralf Winkler (A.R. Penck) und Peter Makolies. Ab 1953 besuchte er bei Jürgen Böttcher Abendkursen an der Volkshochschule. „Die Künstler um diesen Freundeskreis (eine Art Dresdner ‚Fauves‘) hatten sich … in einem Hinterhaus an der Hechtstraße eine eigene Galerie geschaffen, die, obgleich von geringerer Publizität, mit der Galerie Kühl und dem Leonhardi-Museum … wetteiferte.“ Graf war Mitglied der Künstlergruppe Erste Phalanx Nedserd. 1956 begann Graf ein Studium an der Kunsthochschule Berlin-Weißensee. Er wurde jedoch schon nach einem Jahr, wie auch sein Freund Georg Baselitz, exmatrikuliert. Graf zog daraufhin wieder nach Dresden, wo er seinen Lebensunterhalt als Transportarbeiter, LKW-Fahrer, Lagerist und Gabelstaplerfahrer sicherte und nach Feierabend malte. Dadurch gelang es ihm, künstlerisch von der Gängelung durch das DDR-Regime unabhängig zu bleiben. Graf wurde zu einem Geheimtipp in Künstler- und Intellektuellenkreisen der DDR. 1961 wurde die Öffentlichkeit das erste Mal auf Graf aufmerksam, als er an der wesentlich von Fritz Cremer initiierten Ausstellung Junge Künstler. Malerei in der Akademie der Künste der DDR teilnahm. Böttcher porträtierte ihn 1961 in seinem verbotenen Kurzdokumentarfilm Drei von vielen. 1971 gehörte Graf zu den Gründern der Gruppe Lücke, die „Publikum und Funktionäre mit wilden Gesten, infernalischen Auftritten, aber auch subtilen innerkünstlerischen Erkundungen“ provozierte.  1976 gehörte er mit seinen Dresdner Freunden zu den Unterzeichnern des Offenen Briefes, mit dem Kunstschaffende, Schriftsteller und Schauspieler in der DDR gegen die Ausbürgerung von Wolf Biermann protestierten. Graf war von 1975 bis 1990 Mitglied des Verbands Bildender Künstler der DDR. Er hatte eine außerordentlich große Zahl von Einzel- und Beteiligungen an Gruppenausstellungen.
Graf lebte und arbeitete seit 1985 freischaffend als Maler und Grafiker in Dresden. Ab 1996 mit seinem Atelier in Radebeul (Gewerbehof Alte Radebeuler Schuhfabrik), lebt er seit 2002 mit seiner Frau, der Malerin Karen Graf (* 1963), und den zwei Söhnen in Radebeul.

## Ehrungen
- 1999: Bautzener Kunstpreis
- 2000: Egmont-Schaefer-Preis für Zeichnungen
- 2001: Hans-Theo-Richter-Preis der Sächsischen Akademie der Künste
- 2007: Kunstpreis der Großen Kreisstadt Radebeul

## Museen und öffentliche Sammlungen mit Werken Grafs (unvollständig)
- Dresden; Galerie Neue Meister[4]
- Dresden: Kupferstichkabinett[4]
- Dresden: Sächsischer Kunstfonds[4]

## Werke (Auswahl)
- Landstraße (1961, Öl, 32 × 44 cm)[5]
- Baggerbild (1961, Öl, 42 × 50 cm)[5]

## Teilnahme an zentralen und wichtigen regionalen Ausstellungen in der DDR
- 1961: Berlin, Deutsche Akademie der Künste („Junge Künstler. Malerei“)
- 1976: Karl-Marx-Stadt, Städtische Museen („Jugend und Jugendobjekte im Sozialismus“)
- 1979 und 1985: Dresden, Bezirkskunstausstellungen
- 1987/1988: Dresden, X. Kunstausstellung der DDR